# Dekolonizacja

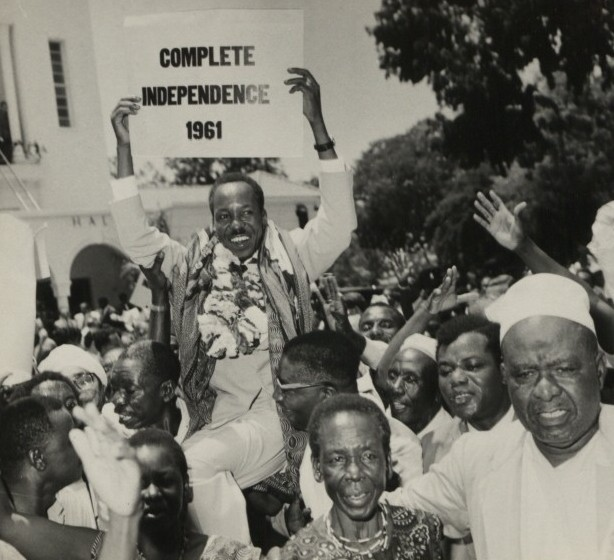
Demonstracja żądania pełnej niepodległości dla Tanganiki, 1961

Dekolonizacja (od łac. de-+colonia = od+osiedlać) – proces wyzwalania się narodów z zależności kolonialnej poprzez tworzenie nowych państw tzw. postkolonialnych lub powoływania dawnych, w których miejsce wprowadzono kolonię (np. Etiopia w 1944) lub dobrowolnego przyłączenia się do już istniejącego państwa (np. przyłączenie Borneo Północnego do Malezji w 1963). Może następować w sposób pokojowy za porozumieniem stron lub w wyniku powstania, rewolucji czy innego konfliktu zbrojnego. Do procesu dekolonizacji nie należy przejęcie ziem kolonialnych przez sąsiednie państwo na zasadzie podboju, odboju lub międzynarodowych porozumień państw niezgodnych z zasadą samostanowienia narodów.

## Dzieje zjawiska
Pierwszym w historii ruchem dekolonizacyjnym była rewolucja amerykańska w 1775–1783, w której wyniku powołano konfederację dotychczasowych brytyjskich kolonii północnoamerykańskich jako Stany Zjednoczone Ameryki. Wydarzenia te zainspirowały rozwój miejscowych nacjonalizmów w koloniach Ameryki Łacińskiej, które w ciągu XIX w. zbrojnie wywalczyły niepodległość. W tym czasie uniezależniły się od Hiszpanii: Chile, La Plata (1810), Kolumbia (1819), Meksyk, Peru (1821), Ameryka Środkowa (1823), oraz od Portugalii: Brazylia (1822). W kolejnych latach postępował proces rozpadu iberoamerykańskich państw postkolonialnych na mniejsze organizmy.
Na podstawie traktatu wersalskiego z 1918 wprowadzono system mandatowy w niektórych terytoriach zależnych od Niemiec i Imperium Osmańskiego. Miał on doprowadzić do usamodzielnienia się dawnych kolonii za pośrednictwem administracji Ligi Narodów. W praktyce jednak utworzył nowe, zależne tym razem od Francji i Wielkiej Brytanii. Doprowadził on również do likwidacji samorzutnie organizowanych państw arabskich Syrii i Transjordanii na Bliskim Wschodzie, które uzyskały niepodległość dopiero w 1946. Mandaty Ligi Narodów sprzyjały też wtórnej kolonizacji, jak np. utrwalenie kondominium brytyjsko-egipskiego w Sudanie. Spośród terytoriów mandatowych jedynym krajem dekolonizowanym w określonym traktatem terminie był Irak (1932).
Najbardziej dynamiczny i o najszerszym zasięgu geograficznym proces dekolonizacji miał miejsce w okresie powojennym. Tuż po zakończeniu II wojny światowej niepodległość uzyskały wszystkie terytoria mandatowe oraz wiele kolonii azjatyckich, m.in. Cejlon, Indie, państwa indochińskie, Indonezja, Korea i Pakistan. W 1960 Organizacja Narodów Zjednoczonych przyjęła deklarację o przyznaniu niepodległości 17 koloniom afrykańskim, co przyczyniło się do ogłoszenia tego roku, Rokiem Afryki. Pod koniec tego roku państwa niepodległe zajmowały 87% powierzchni kontynentu (przy 8% w 1940 roku). Ogólnie w 1945–1990 niepodległość uzyskały niemal wszystkie kolonie w Afryce (z wyjątkiem Sahary Zachodniej włączonej do Maroka i Erytrei włączonej do Etiopii).
Dekolonizacja spowodowała rozwój nacjonalizmów w krajach postkolonialnych. Od przełomu XX i XXI w. pojawiają się ruchy rewolucyjne i konflikty zbrojne zmierzające do ukształtowania państw narodowych zorientowanych na wspólnej tożsamości etnicznej, rzadko równoznacznej z zastanym podziałem terytorialnym. Przykładem tego kierunku rozwojowego jest wojna domowa w Sudanie (1955–2005), której dalszą konsekwencją było podzielenie kraju w 2011 na muzułmańsko-arabską Północ oraz chrześcijańsko-negroidalne Południe. W mniejszych terytoriach kolonialnych pojawiają się próby inkorporacji ich przez sąsiednie państwo (np. wojna o Falklandy-Malwiny), bądź przybierają na znaczeniu tendencje miejscowych, głównie potomków kolonistów, do kolonizacji zachowawczej.

## Przyczyny
Głównymi przyczynami dekolonizacji były:
- znacząco coraz większe koszty polityczne oraz ekonomiczne utrzymania i kontroli kolonii;
- zmniejszające się przyzwolenie dla utrzymywania represyjnego systemu w państwach kolonizujących oraz pozostałych państwach (głównie USA);
- wzrost nacjonalizmu, dążenia narodów Afryki i Azji do samostanowienia (ruchy niepodległościowe i panafrykańskie);
- udział żołnierzy pochodzących z Afryki w II wojnie światowej (co doprowadziło do zmiany wizerunku „białego”);
- wzrost wpływów komunistycznych w krajach Trzeciego Świata.

## Przebieg

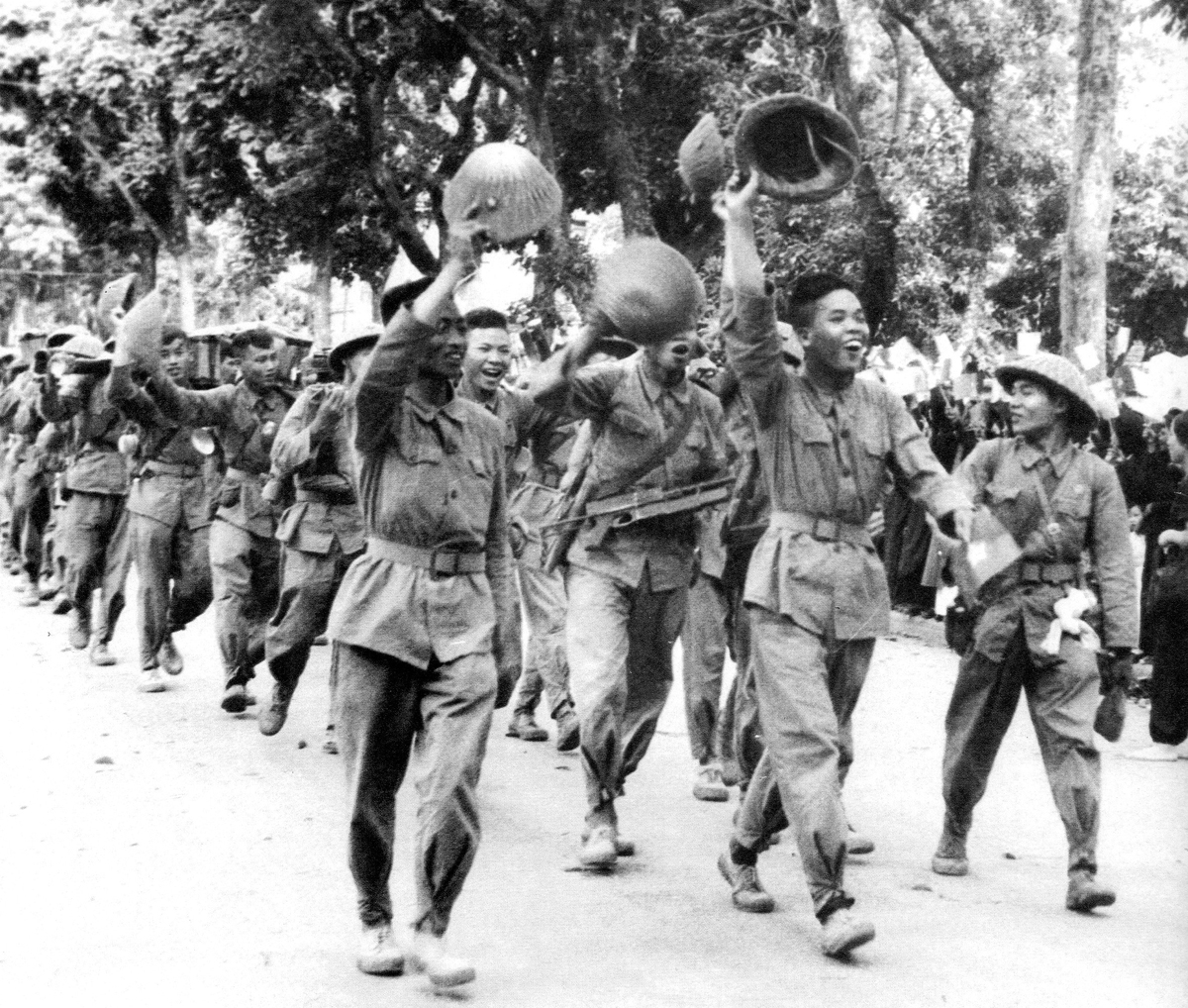
I wojna indochińska, 1954

Narody Azji prowadziły wcześniej walkę w różnych formach przeciwko obcej dominacji i panowaniu kolonialnemu (bunty, wojny, powstania, działania partyzanckie, akcje polityczne, bierny opór), jednak przez długie lata była ona nieskuteczna. Brak skuteczności wynikał ze zróżnicowania etnicznego w wielu państwach, rozdrobnienia politycznego, braku doświadczenia, braku środków do skutecznego przeciwstawienia się najeźdźcom posiadającym wyższą technikę, lepszej organizacji i lepszego uzbrojenia, braku programu, który porwałby do walki szerokie masy społeczeństw. Nowoczesny ruch narodowowyzwoleńczy zaczął kształtować się pod koniec XIX wieku. Duży wpływ na dalszy rozwój narodowowyzwoleńczy Azji wywarły I wojna światowa (1914–1918) i rewolucja październikowa w Rosji (1917). W dniach 1-8 września 1920 z inspiracji Kominternu w Baku miał miejsce Kongres Narodów Wschodu mający za zadanie zmobilizować wyzyskiwane ludy (w tym muzułmanskie) do wspólnej walki przeciw imperializmowi, głównie angielskiemu. 
W pierwszych latach po I wojnie światowej w większości krajów Azji miały miejsce masowe wystąpienia o charakterze społecznym i narodowym oraz wzrosła aktywność i liczebność organizacji narodowych. W niektórych krajach powstały partie komunistyczne, łączące walkę rewolucyjną z narodową.
Przed wybuchem II wojny światowej około 90% Azji (oprócz terytorium Rosyjskiej Federacyjnej Socjalistycznej Republiki Radzieckiej) było terenami skolonizowanymi lub pod silnym wpływem obcych mocarstw. Największe posiadłości należały do Wielkiej Brytanii i Holandii. Największym wydarzeniem w powojennej Azji była dekolonizacja, z którą następowały reformy polityczno-społeczne, wprowadzane drogą parlamentarną lub rewolucyjną. Wielka Brytania i Francja opanowały po około 30% Afryki. Franklin Delano Roosevelt, prezydent Stanów Zjednoczonych w latach 1933–1945, był zdecydowanym przeciwnikiem kolonializmu i propagatorem jego likwidacji (Karta Atlantycka).
Działania wojenne w Afryce i Azji podczas II wojny światowej ożywiły ruchy narodowowyzwoleńcze w koloniach. Po zakończeniu wojny miała miejsce seria niewielkich wojen kolonialnych, które jednak doprowadziły do osłabienia metropolii. Skutkowało to ogólnym osłabieniem kontynentu europejskiego. Decydującym dla dekolonizacji czynnikiem było uzyskanie niepodległości przez Indie (1947). W 1945 roku kolonie zajmowały obszar 36 mln km², na którym żyło 663 mln ludzi. Najwcześniej dekolonizacja rozpoczęła się w Azji, następnie w Afryce, a najpóźniej w Ameryce Łacińskiej i na Karaibach. Powstające państwa często okazywały się całkowicie nieprzygotowane do samodzielnego istnienia gospodarczego i politycznego. Niewiele wyzwolonych krajów Trzeciego Świata odniosło sukces gospodarczy.
Metropolie chciały przede wszystkim silniej przywiązać swe posiadłości, poprzez przekształcenie ich w terytoria zamorskie i ofiarowanie tubylcom pełnych praw obywatelskich. Projekty te wywoływały jednak opór europejskich osadników. Po II wojnie światowej wśród brytyjskich i francuskich liberałów pojawiła się tendencja zmierzająca do podjęcia w posiadłościach afrykańskich programów reform politycznych i społecznych. Spotkała się ona ze zdecydowanym sprzeciwem białych osadników.
Po II wojnie światowej oraz ukształtowaniu się świata z podziałem na centrum zachodnie (Ameryka Północna oraz Europa Zachodnia) i centrum wschodnie (ZSRR oraz Chińska Republika Ludowa), w różnych punktach kuli ziemskiej zaczęła wzrastać rywalizacja między tymi dwoma blokami. Bogate, „białe” peryferia (Australia, Nowa Zelandia, RPA oraz coraz bardziej zbliżająca się do Zachodu Japonia) miały silne związki ze światem zachodnim i były na tyle stabilne, że nie ulegały wpływom komunistycznym. Inaczej przedstawiała się sytuacja słabiej rozwiniętych krajów Afryki, Azji i Ameryki Łacińskiej, w których socjalizm lub komunizm mogły wydawać się sposobem na zlikwidowanie zacofania. Zachód był zainteresowany utrzymywaniem swojej dominacji nad takimi krajami z powodu korzyści gospodarczych lub położenia strategicznego. Blok komunistyczny podążał drogą „eksportu rewolucji” z użyciem wszystkich dostępnych środków. Już w latach 50. ZSRR i jego sojusznicy coraz silniej popierali ruchy narodowowyzwoleńcze w krajach Afryki, Azji i Ameryki Łacińskiej. Przedstawiali siebie jako jedynego, prawdziwego sojusznika oraz proponowali swoje rozwiązania społeczno-gospodarcze (m.in. upaństwowienie) jako alternatywę dla zachodniej gospodarki rynkowej i demokracji. W ZSRR i krajach komunistycznych uznawano dekolonizację za element postępu, konieczności dziejowej. Próby utrzymania wpływów Zachodu były określane w ZSRR i nowych krajach niepodległych neokolonializmem. Kreml coraz skuteczniej występował wobec zachodnich kolonii w roli opiekuna, udzielał im coraz większej pomocy wojskowej i zwiększał wpływy komunistyczne.

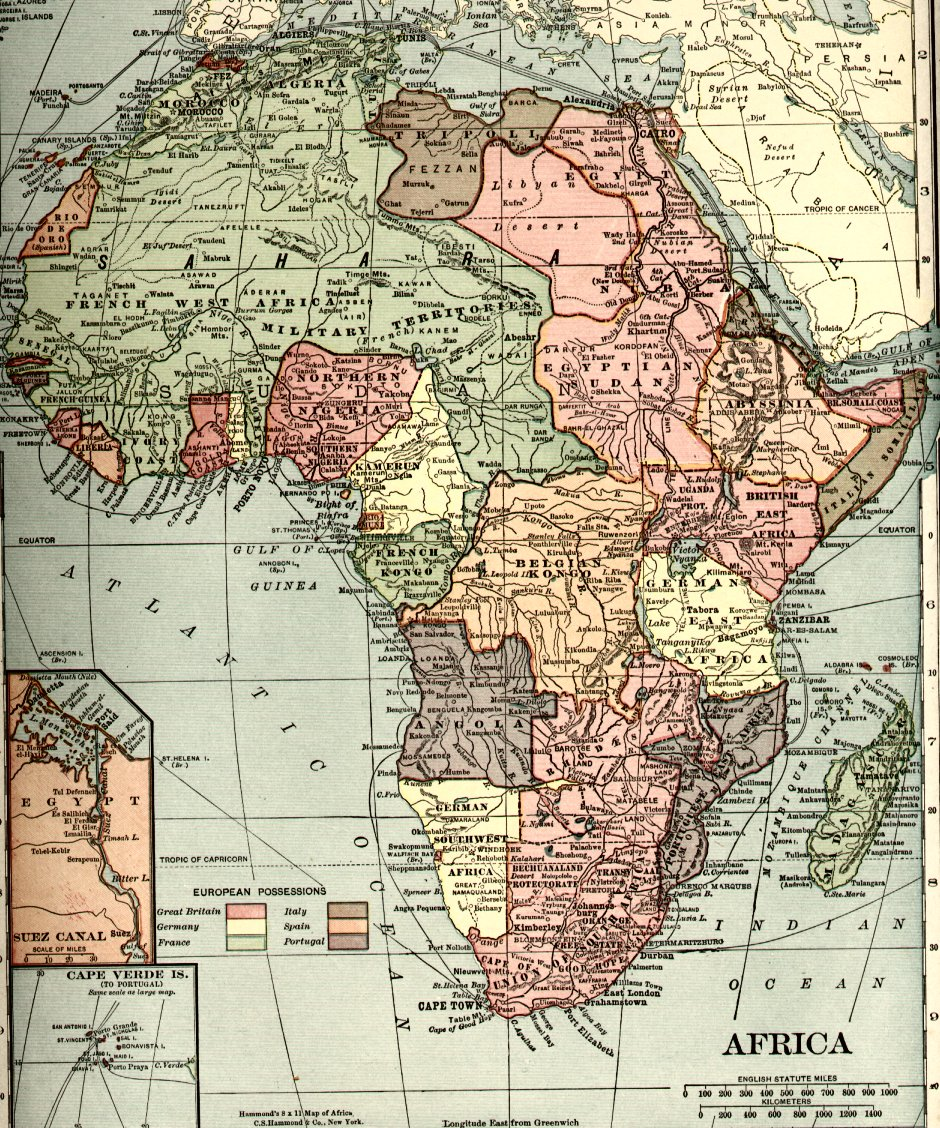
Mapa Afryki z czasów kolonialnych

Wielka Brytania po zakończeniu II wojny światowej, pomimo zwycięstwa, miała zrujnowaną gospodarkę; osłabiona ekonomicznie i militarnie nie była już zdolna kontrolować swych posiadłości. Francja wyszła z wojny bardzo osłabiona. Wielka Brytania, Francja, Belgia, a później inne kraje rezygnowały z bezpośredniej kontroli nad krajami kolonialnymi, aby uniknąć wzrostu kosztów administracji. Starały się jednak utrzymać wpływy polityczne i gospodarcze w tych krajach (Wspólnota Narodów). Przywódcy państw, które uzyskiwały niepodległość, przedstawiali światowy imperializm jako główną przeszkodę na drodze do postępu. Jednak Zachód posiadał instytucje wysoko rozwiniętej cywilizacji, których nie potrafiły zastąpić lokalne siły narodowe. Miało to wkrótce przynieść niestabilność polityczną wielu z tych nowych państw.
Świat arabski nie akceptował Zachodu ze względu na inne korzenie kulturowe (duży dystans do islamu) i niedawną przeszłość kolonialną. Coraz częściej za to postrzegano ZSRR jako sojusznika, a islam i nacjonalizm arabski miały stanowić skuteczną przeciwwagę dla ideologii sowieckiej.
Niezwykle trudne i długie było zdobywanie niepodległości przez kraje afrykańskie. W pierwszym etapie po II wojnie światowej w Afryce zostały utworzone związki zawodowe, z których często następnie powstawały partie polityczne, które kierowały walką o wyzwolenie. Te związki i partie zaczęły organizować demonstracje, strajki i zbrojne wystąpienia. W statusie kolonialnym Afryki do połowy lat 50. zaszły niewielkie zmiany. Niepodległe były Egipt, Etiopia, Liberia, Libia i Związek Południowej Afryki. Po porażce politycznej Wielkiej Brytanii i Francji w kryzysie sueskim (1956), uzyskaniu niepodległości przez państwa arabskie na północy Afryki i upadku IV Republiki Francuskiej (1958), wzmocniły się tendencje niepodległościowe w Afryce środkowej. Proces ten zaczął przyspieszać w drugiej połowie lat 50. Dekolonizacja w brytyjskich koloniach Afryki zachodniej przebiegała na ogół spokojnie. Ustalone w XIX wieku granice państw afrykańskich wywoływały teraz często konflikty plemienne. Dramatyczne okoliczności wojenne w latach 1954–1962 towarzyszyły uzyskiwaniu niepodległości Algierii (wojna algierska). Wpływy powstańców były początkowo niewielkie, dlatego rozpoczęli oni nagłaśnianie swych celów z użyciem ataków terrorystycznych. Ich celem byli Europejczycy lub współpracujący z nimi Arabowie, na co Francuzi odpowiadali brutalnymi represjami. Tę wojnę Francuzi przegrali, ponieważ zostały do niej wciągnięte aktywnie setki tysięcy Arabów. W czasie konfliktu trwającego osiem lat zginęło łącznie prawie milion osób. Dodatkowo w latach 1946–1954 Francja uwikłała się w coraz bardziej beznadziejną wojnę w Indochinach, którą ostatecznie również przegrała, a w której zginęło co najmniej 400 000 osób. Na początku lat 50. francuska opinia publiczna zaczęła kwestionować sens prowadzenia tej wojny, ponieważ było już wiadome, że francuskie imperium kolonialne faktycznie przestaje istnieć. Rząd Francji przedstawiał jednak kampanię wietnamską jako krucjatę przeciw komunizmowi. Nowa konstytucja V Republiki Francuskiej z 1958 roku pozwoliła na zmiany w Afryce, zmierzające do uniezależnienia państw afrykańskich. Została ustanowiona wspólnota, ale dopuszczona została swoboda określania się państw i zmiana ich statusu.
Kraje Ameryki Środkowej i basenu Morza Karaibskiego znajdowały się w strefie interesów amerykańskich. Inaczej potoczyły się losy Kuby, która skierowała się ku sowietyzacji. W obliczu niebezpieczeństwa przykładu kubańskiego, rząd USA wypracowywał nową politykę wobec krajów tego regionu.
Ostatni etap dekolonizacji rozpoczął się po upadku reżimów autorytarnych w Portugalii w 1974 (rewolucja goździków) i Hiszpanii w 1975 (transformacja ustrojowa w Hiszpanii). Nastąpiła wówczas likwidacja imperiów kolonialnych tych państw. Później dekolonizacja obejmowała już niewielkie terytoria w strefie karaibskiej i Oceanii. Najnowszym aktem dekolonizacji było uzyskanie niepodległości przez Timor Wschodni byłej kolonii portugalskiej, a w latach 1976-2002 wbrew stanowisku ONZ administrowanej przez Indonezję. Na liście terytoriów niesamodzielnych określonej przez ONZ nadal figuruje 17 terytoriów, które w myśl artykułu 73 Karty Narodów Zjednoczonych mogą w przyszłości podlegać procesowi dekolonizacji.